# Wilfred Waters
Wilfred Waters   (Wandsworth, 4 de gener de 1923 - 1 d'abril de 2006) va ser un ciclista britànic, que va córrer durant els anys 40 del segle xx.
El 1948 va prendre part en els Jocs Olímpics de Londres, tot guanyant una medalla de bronze en la prova de persecució per equips, fent equip amb Robert Geldard, Tommy Godwin i David Ricketts. En ocasió de la celebració del centenari de l'Associació Olímpica Britànica, Walters fou convidat i se li atorgà un passaport olímpic a l'acte que es feu a Buckingham Palace el 23 de març del 2005.